# 梁钰
梁钰，江苏嘉定人，是一名清朝地方官。廪贡出身。
梁钰曾于乾隆三十九年(1774年)接替李致和任建宁府知府一职，乾隆四十一年(1776年)由蒋蘅接任。